# Pothyne vittata
Pothyne vittata là một loài bọ cánh cứng trong họ Cerambycidae.